# Elyes Gabel
Elyes Gabel (Londres, 8 de mayo de 1983) es un actor británico. Es conocido por haber interpretado a Gupreet "Guppy" Sandhu en la serie Casualty y a Walter O'Brien en la serie Scorpion.

## Carrera
En 2001 se unió al elenco de la serie Casualty, donde interpretó al doctor Gurpreet "Guppy" Sandhu hasta 2007. Por su actuación en 2005 fue nominado a un premio National Television en la categoría de mejor nuevo actor. 
En 2008 su personaje Danny se convierte en un zombi en la miniserie Dead Seat.
En 2009 apareció de forma recurrente en la serie Waterlood Road donde interpretó al maestro de educación física Rob Cleaver, quien después fue suspendido por Rachel Mason cuando esta se enteró de que Rob le había dado unas pastillas "legales" a Bolton Smile antes de su pelea.
En 2010 apareció como personaje recurrente en la serie Identity donde interpretó al fiscal José Rodríguez.
En 2011 apareció en el tercer episodio de la serie The Borgias donde interpretó al príncipe Djem, el hermano del sultán Bayezid II del Imperio otomano. Al final del episodio Djem es envenenado y asfixiado hasta morir por Juan Borgia. Ese mismo año se unió al elenco de la serie Game of Thrones donde interpreta al guerrero Rakharo, el guardaespaldas de Daenerys Targaryen (Emilia Clarke).
En mayo de 2011 apareció como invitado en tres episodios de la segunda temporada de la serie Psychoville donde interpretó a Shahrouz.
En 2013 se unió al elenco principal de la tercera temporada de la serie Body of Proof donde interpretó al detective Adam Lucas, el nuevo compañero del detective Tommy Sullivan (Mark Valley), hasta el final de la serie ese mismo año.
En 2014 apareció en la película Interstellar. En septiembre de ese mismo año se unió al elenco principal de la serie Scorpion donde interpretó a Walter O'Brien hasta 2018.

## Filmografía

### Series de televisión
| Año       | Título          | Personaje                   | Notas                              |
| --------- | --------------- | --------------------------- | ---------------------------------- |
| 2014-2018 | Scorpion        | Walter O'Brien              | 94 episodios                       |
| 2013      | Body of Proof   | Det. Adam Lucas             | 13 episodios                       |
| 2011-2012 | Game of Thrones | Rakharo (dothraki)          | 7 episodios                        |
| 2012      | Silent Witness  | Umas                        | 2 episodios                        |
| 2011      | Psychoville     | Shahrouz                    | 5 episodios                        |
| 2011      | The Borgias     | Príncipe Djem               | episodio "The Moor"                |
| 2010      | Identity        | José Rodríguez              | 6 episodios                        |
| 2009      | Waterloo Road   | Rob Cleaver                 | 10 episodios                       |
| 2008      | Apparitions     | Vimal                       | episodio # 1.1                     |
| 2008      | Dead Set        | Danny                       | 5 episodios - miniserie            |
| 2001-2007 | Casualty        | Dr. Gurpreet "Guppy" Sandhu | 128 episodios                      |
| 2004      | Doctors         | Steve                       | episodio "They Never Cut the Cord" |
| 2002      | I Love Mummy    | Nuff                        | tv serie                           |

### Películas
| Año  | Título                   | Personaje      | Notas |
| ---- | ------------------------ | -------------- | --- |
| 2015 | Spooks: The Greater Good | Adam Qasim     | junto a Kit Harington, Peter Firth, Tim McInnerny, Lara Pulver, Jennifer Ehle y Tuppence Middleton               |
| 2015 | Exit Strategy            | Tarik Fayad    | junto a Ethan Hawke, Tom Sizemore, Lina Esco, Megan Dodds y Max Martini                                          |
| 2014 | A Most Violent Year      | Jewlian        | junto a Jessica Chastain, Oscar Isaac, David Oyelowo, Alessandro Nivola, Albert Brooks y Catalina Sandino Moreno |
| 2014 | Interstellar             | -              | junto a Matt Damon, Matthew McConaughey, Anne Hathaway, Jessica Chastain, Casey Affleck y Michael Caine          |
| 2014 | The Messengers           | Walter         | junto a Shantel VanSanten, Diogo Morgado, Joel Courtney, JD Pardo, Lane Garrison y Sofia Black-D'Elia            |
| 2013 | Guerra Mundial Z         | Fassbach       | junto a Brad Pitt, Eric West, Mireille Enos, Matthew Fox y David Morse                                           |
| 2013 | Welcome to the Punch     | Ruan Sternwood | junto a James McAvoy, Mark Strong, Peter Mullan y David Morrissey                                                |
| 2012 | Widow Detective          | Troy Vargas    | junto a Jennifer Beals, John Corbett, Natalie Martínez, Paula Marshall y Michael Irby                            |
| 2011 | Kingdom of Dust          | Ahmed          | junto a Dhaffer L'Abidine y Stephen Hogan                                                                        |
| 2011 | Everywhere and Nowhere   | Jaz            | junto a James Floyd y Shivani Ghai                                                                               |
| 2008 | Boogeyman 3              | Ben            | junto a Erin Cahill y Chuck Hittinger                                                                            |

### Teatro
| Año  | Obra                | Personaje | Teatro                                    |
| ---- | ------------------- | --------- | ----------------------------------------- |
| 2004 | Headstone           | Jack      | Arcola Theatre & Touring Theatre Company  |
| 2003 | Fragile Land        | Hassan    | Hampstead Theatre                         |
| 2003 | Mr. Elliot          | Ash       | Chelsea Theatre & Touring Theatre Company |
| -    | West Side Story     | -         | -                                         |
| -    | Oliver!             | -         | -                                         |
| -    | Diary of Anne Frank | -         | -                                         |

## Premios y nominaciones
| Año  | Categoría                                                | Premio                    | Serie           | Resultado |
| ---- | -------------------------------------------------------- | ------------------------- | --------------- | --------- |
| 2012 | Outstanding Performance by an Ensemble in a Drama Series | Screen Actors Guild Award | Game of Thrones | Nominados |
| 2005 | Most Popular Actor                                       | National Television Award | Casualty        | Nominado  |